# Стоукс, Деми
Деми Ли Кортни Стоукс (англ. Demi Lee Courtney Stokes; род. 12 декабря 1991, Дадли, Уэст-Мидлендс) — английская футболистка, защитник «Ньюкасл Юнайтед» и национальной сборной Англии.

## Карьера

### Клубная
С 8 лет занималась футболом в академии «Сандерленда», в возрасте 16 лет дебютировала за основной состав клуба. В 2009 году играла в финале Кубка Англии в составе первой команды «Сандерленда», который «чёрные коты» проиграли лондонскому клубу «Арсенал» со счётом 2:1.
В 2011 году уехала в США, где обучалась в Университете Южной Флориды и выступала за местную команду.
В 2012 году сыграла 13 матчей за женскую команду «Ванкувер Уайткэпс».
В январе 2015 года подписала трёхлетний контракт с «Манчестер Сити». В январе 2018 года Деми подписала новый контракт с командой, рассчитанный на три года.
В мае 2024 было объявлено, что Деми покинет Манчестер Сити по окончании сезона 2023/24.

### Сборная
В июле 2009 года стала чемпионкой Европы в возрастной категории до 19 лет.
В июле 2013 года стала победителем Универсиады в Казани, являлась капитаном сборной Великобритании.
В 2014 году дебютировала за первую сборную в матче против Норвегии.

## Личная жизнь
Состоит в однополых отношениях.